# Josiah McCracken
Pour les articles homonymes, voir McCracken.
Josiah Calvin McCracken (30 mars 1874 - 15 février 1962) était un athlète américain. Aux Jeux olympiques d'été de 1900 à Paris, il a participé à trois concours de lancers, remportant deux médailles. 

## Palmarès

### Jeux olympiques
- Jeux olympiques 1900 à Paris ( France) 
  -  Médaille d'argent au lancer du poids
  -  Médaille de bronze au lancer du marteau
  - 10e au lancer du disque

## Liens externes

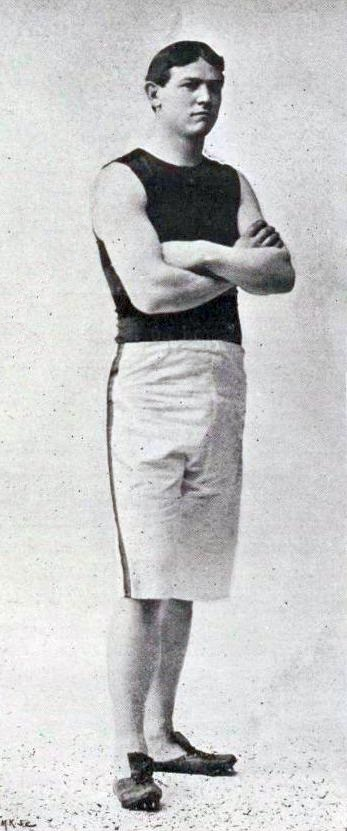
Josiah McCracken à Paris en 1900.